# Нильсен, Свен
Свен Оге Торвальд Михаэль Нильсен (дат. Svend Aage Thorvald Michael Nielsen, 27 сентября 1892 — 15 марта 1957) — датский борец, призёр чемпионата мира.

## Биография
Родился в 1892 году в Орхусе. В 1920 году принял участие в соревнованиях по греко-римской борьбе на Олимпийских играх в Антверпене, но неудачно. В 1922 году стал бронзовым призёром чемпионата мира. В 1924 году на Олимпийских играх в Париже занял 9-е место в соревнованиях по греко-римской борьбе, и 11-е — в соревнованиях по вольной борьбе.